# Mohamad Adnan Robert

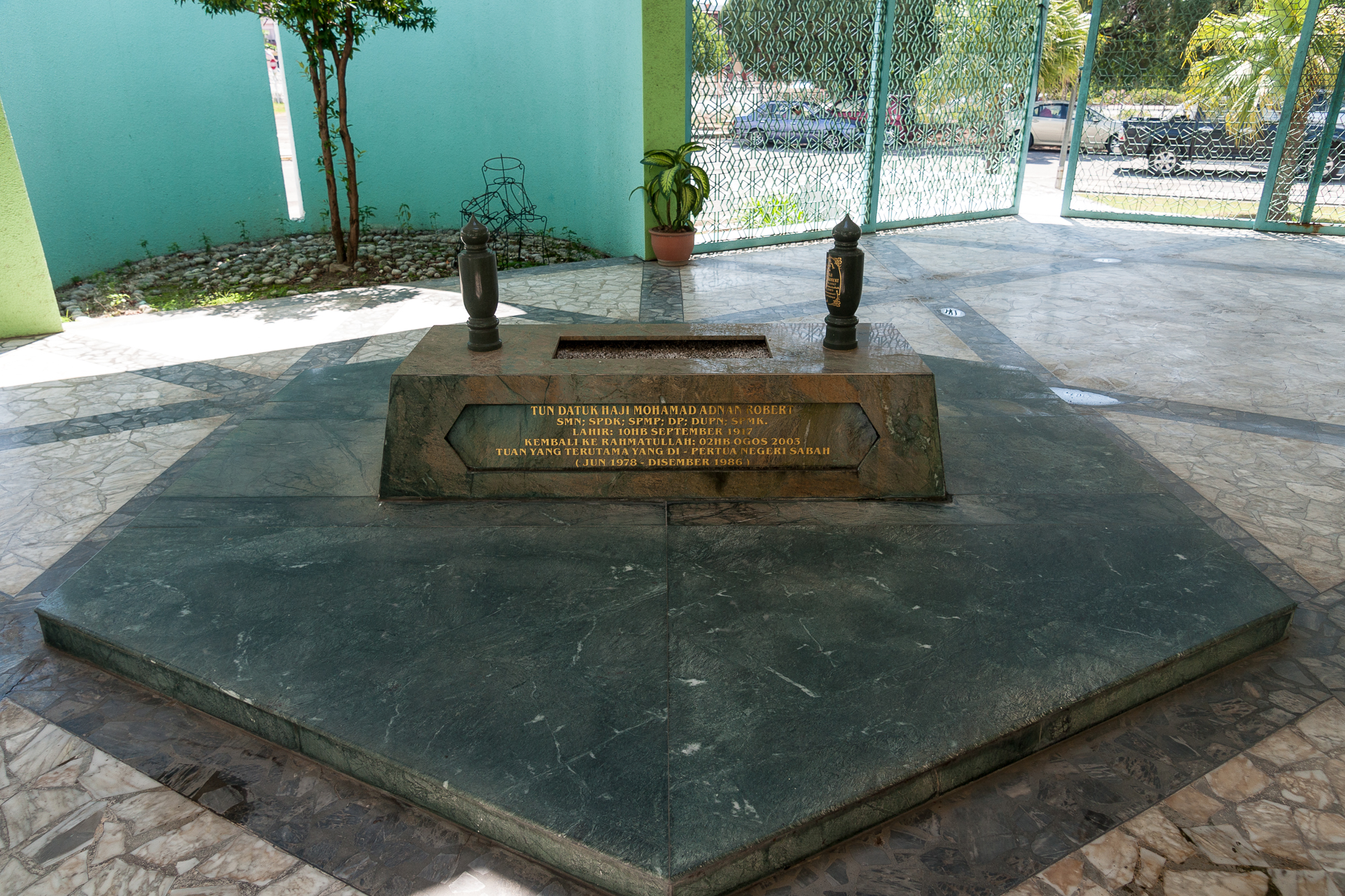
Grab von Mohamad Adnan Robert im Sabah State Mausoleum

T.Y.T. Tun Datuk Haji Mohamad Adnan Robert, SMN, SPDK, SPMP, SPMK, DUPN, DP, bis zum Übertritt zum Islam Mickey Robert (* 10. September 1917 in Jesselton, Britisch-Nordborneo; † 2. August 2003 in Kota Kinabalu, Sabah, Malaysia) war von 1978 bis 1987 der 6. Yang di-Pertua Negeri Sabah, das zeremonielle Staatsoberhaupt des malaysischen Bundesstaats Sabah.

## Leben
Mohamad Adnan Robert wurde am 10. September 1917 als Mickey Robert in Jesselton, Britisch-Nordborneo geboren.
Adnan war mit Toh Puan Mariam Robert verheiratet; das Paar hatte sechs Kinder, drei Jungen und drei Mädchen. Zu den Freizeitbeschäftigungen Tun Mohammad Adnans zählten Reiten, Volleyball, Fußball und Badminton. Er war Schirmherr des Roten Halbmonds in Sabah und Präsident der Sabah Football Association.
Tun Adnan Robert starb am 2. August 2003 im Queen Elizabeth Hospital Kota Kinabalu. Seine sterblichen Überreste wurden im Staatsmausoleum bei der Sabah State Mosque in Kota Kinabalu beigesetzt.

## Berufsleben und politische Karriere
Sein Berufsleben begann er am 1. Juli 1937 als Beamter im Medizinischen Dienst der North Borneo Chartered Company. Nach seiner Probezeit in Sandakan arbeitete er als Dresser in Ranau, Keningau und Jesselton. Diese Tätigkeit behielt er auch während der Besetzung Sabahs durch die Japaner bei und führte sie nach seiner Versetzung nach Pensiangan auch 1949 und 1950 fort.
1951 wurde er Assistant District Officer in Pensiangan. Nach einer einjährigen Unterbrechung, in der er in Australien eine Weiterbildung in Öffentlicher Verwaltung durchlief, kehrte 1954 auf den Posten des Assistant District Officers in Beaufort zurück. In gleicher Funktion diente er ab 1956 in Ranau, 1960 in Penampang und 1961 in Lamag, Kinabatangan.
1963 wurde er in den höheren Beamtendienst befördert und arbeitete als Development Officer im Department of Lands and Survey in Keningau. 1965 wurde er District Officer in Papar.
Im Rahmen eines Austauschprogrammes der Behörden wurde er 1966 für zwei Jahre als Assistant District Officer nach Perak versetzt. Nach seiner Rückkehr nach Sabah wurde er zunächst Staatssekretär im Finanzministerium, wechselte aber bereits im Oktober desselben Jahres in das Amt eines Sekretärs des Gesundheitsministeriums.
Nach einer 35-jährigen Dienstzeit wurde er am 31. Dezember 1972 pensioniert. Bereits kurz nach seiner Pensionierung wurde er jedoch vom Ministerium für industrielle Entwicklung für ein weiteres Jahr verpflichtet, um als „staatlicher Industrialisierungsbeamter“ die ländliche Entwicklung Sabahs voranzutreiben.
Am 27. Juni 1978 wurde er als sechster Yang di-Pertua Negeri Sabah vereidigt. Er diente zwei volle Amtszeiten als zeremonielles Staatsoberhaupt Sabahs und trat am 31. Dezember 1986 zurück.
Adnans tragischer Höhepunkt seiner politischen Karriere war seine Rolle in der Palastrevolution von 1985, als er zunächst den Wahlverlierer Tun Mustapha als neuen Ministerpräsidenten vereidigte und – nach Intervention des stellvertretenden malaysischen Premierministers Musa Hitam – kaum 24 Stunden später die Ernennungsurkunde für den Wahlsieger Kitingan ausstellte.

## Ehrungen
Seine erste Auszeichnung erhielt Adnan 1978 vom Ministerpräsidenten des Bundesstaats Perlis. Die Auszeichnung „Setia Paduka Mahkota Perlis (SPMP)“ beinhaltete den Titel „Dato“.
Eine der höchsten Auszeichnung die der Staat Malaysia zu vergeben hat, wurde ihm 1979 verliehen: Der Yang di-Pertuan Agong verlieh ihm den Titel Darjah Seri Maharaja Mangku Negara (SMN). Diese Auszeichnung beinhaltet das Recht, den Ehrentitel Tun dem Namen voranstellen zu dürfen.
Der Bundesstaat Sarawak verlieh ihm 1980 den Titel „Darjah Kebesaran Negeri Sarawak (DP)“, der mit der Anrede „Datuk Patinggi“ einhergeht. Ebenfalls im Jahr 1980 verlieh ihm der Bundesstaat Penang die Auszeichnung „Darjah Utama Pangkuan Negeri (DUPN)“, die den Titel „Dato Seri“ beinhaltet.
Zu den zahlreichen Ehrungen gehört auch der erste Grad des Darjah Yang Amat Mulia Kinabalu (The Illustrious Order of Kinabalu), der den Titel „Datuk Seri Panglima“ beinhaltet.
Den Ehrentitel „Haji“ erwarb er sich durch seine Pilgerreise nach Mekka, die er am 5. Oktober 1980 mit seiner Frau unternahm.